# Olympische Sommerspiele 2012/Kanu – Einer-Canadier Slalom (Männer)
Der Kanuslalomwettbewerb im Einer-Canadier Slalom der Männer bei den Olympischen Spielen 2012 in London wurde am 29. und 31. Juli 2012 im Lee Valley White Water Centre ausgetragen. 17 Athleten nahmen teil.
Zunächst wurde ein Vorlauf ausgetragen, bei dem alle Kanuten zwei Versuche hatten und der schnellere der beiden Durchgänge gewertet wurde. Die Athleten auf den Positionen 1–12 rückten ins Halbfinale vor, die übrigen Teilnehmer schieden aus. Im Halbfinale wurde nur ein Lauf ausgetragen, die besten Acht rückten ins Finale vor. Auch im Finale wurde der Olympiasieger in nur einem Lauf ermittelt.

## Titelträger
| Olympiasieger | Michal Martikán      | Peking 2008     |
| Weltmeister   | Denis Gargaud Chanut | Bratislava 2011 |

## Zeitplan
- Vorlauf: 29. Juli 2012, 13:30 Uhr (Ortszeit)
- Halbfinale: 31. Juli 2012, 13:30 Uhr (Ortszeit)
- Finale: 31. Juli 2012, 15:06 Uhr (Ortszeit)

## Vorlauf
Anmerkung: Die Strafe, also die Strafsekunden, sind bereits in der Zeit mit einberechnet.
| Platz | Kanute             | Nation             | Lauf 1   | Lauf 1 | Lauf 1 | Lauf 2   | Lauf 2 | Lauf 2 | Gesamt    |
| Platz | Kanute             | Nation             | Zeit     | Strafe | Rang   | Zeit     | Strafe | Rang   | Defizit   |
| ----- | ------------------ | ------------------ | -------- | ------ | ------ | -------- | ------ | ------ | --------- |
| 1     | Michal Martikán    | Slowakei           | 139,46 s | 50     | 16     | 90,56 s  | 0      | 1      |           |
| 2     | Benjamin Savšek    | Slowenien          | 90,83 s  | 0      | 1      | 203,42 s | 110    | 15     | + 0,27 s  |
| 3     | Takuya Haneda      | Japan              | 101,13 s | 6      | 12     | 92,72 s  | 0      | 2      | + 1,16 s  |
| 4     | Sideris Tasiadis   | Deutschland        | 96,12 s  | 4      | 7      | 92,83 s  | 2      | 3      | + 2,27 s  |
| 5     | David Florence     | Großbritannien     | 101,60 s | 4      | 13     | 93,04 s  | 0      | 4      | + 2,48 s  |
| 6     | Ander Elosegi      | Spanien            | 93,24 s  | 0      | 2      | 96,60 s  | 6      | 8      | + 2,68 s  |
| 6     | Tony Estanguet     | Frankreich         | 93,24 s  | 4      | 2      | 99,20 s  | 4      | 10     | + 2,68 s  |
| 8     | Grzegorz Kiljanek  | Polen              | 101,03 s | 2      | 11     | 93,50 s  | 0      | 5      | + 2,94 s  |
| 9     | Stanislav Ježek    | Tschechien         | 94,09 s  | 2      | 4      | 206,82 s | 104    | 16     | + 3,53 s  |
| 10    | Alexander Lipatow  | Russland           | 96,13 s  | 0      | 8      | 95,51 s  | 2      | 6      | + 4,95 s  |
| 11    | Teng Zhiqiang      | China              | 95,68 s  | 0      | 5      | 96,06 s  | 2      | 7      | + 5,12 s  |
| 12    | Kynan Maley        | Australien         | 96,07 s  | 2      | 6      | 96,68 s  | 4      | 9      | + 5,51 s  |
| 13    | Stefano Cipressi   | Italien            | 96,40 s  | 0      | 9      | 99,74 s  | 4      | 11     | + 5,84 s  |
| 14    | Casey Eichfeld     | Vereinigte Staaten | 97,04 s  | 2      | 10     | 102,02 s | 4      | 12     | + 6,48 s  |
| 15    | Christos Tsakmakis | Griechenland       | 165,79 s | 54     | 17     | 105,22 s | 4      | 13     | + 14,66 s |
| 16    | Sebastián Rossi    | Argentinien        | 109,41 s | 8      | 14     | 107,52 s | 4      | 14     | + 16,96 s |
| 17    | Rafail Wergojasow  | Kasachstan         | 125,49 s | 8      | 15     | 225,23 s | 106    | 17     | + 34,93 s |

## Halbfinale
Anmerkung: Die Strafe, also die Strafsekunden, sind bereits in der Zeit mit einberechnet.
| Platz | Kanute            | Nation         | Zeit     | Strafe | Defizit  |
| ----- | ----------------- | -------------- | -------- | ------ | -------- |
| 1     | Sideris Tasiadis  | Deutschland    | 98,94 s  | 0      |          |
| 2     | Benjamin Savšek   | Slowenien      | 99,92 s  | 0      | + 0,98 s |
| 3     | Tony Estanguet    | Frankreich     | 101,67 s | 0      | + 2,73 s |
| 4     | Michal Martikán   | Slowakei       | 104,04 s | 2      | + 5,10 s |
| 4     | Ander Elosegi     | Spanien        | 104,04 s | 2      | + 5,10 s |
| 6     | Takuya Haneda     | Japan          | 104,16 s | 0      | + 5,22 s |
| 7     | Stanislav Ježek   | Tschechien     | 104,37 s | 4      | + 5,43 s |
| 8     | Kynan Maley       | Australien     | 105,49 s | 2      | + 6,55 s |
| 9     | Grzegorz Kiljanek | Polen          | 106,14 s | 4      | + 7,20 s |
| 10    | David Florence    | Großbritannien | 106,16 s | 2      | + 7,22 s |
| 11    | Alexander Lipatow | Russland       | 107,49 s | 2      | + 8,55 s |
| 12    | Teng Zhiqiang     | China          | 107,53 s | 0      | + 8,59 s |

## Finale
Anmerkung: Die Strafe, also die Strafsekunden, sind bereits in der Zeit mit einberechnet.
| Platz | Kanuten          | Nation      | Zeit     | Strafe | Defizit    |
| ----- | ---------------- | ----------- | -------- | ------ | ---------- |
| 1     | Tony Estanguet   | Frankreich  | 97,06 s  | 0      |            |
| 2     | Sideris Tasiadis | Deutschland | 98,09 s  | 0      | + 1,03 s   |
| 3     | Michal Martikán  | Slowakei    | 98,31 s  | 0      | + 1,25 s   |
| 4     | Ander Elosegi    | Spanien     | 102,61 s | 0      | + 5,55 s   |
| 5     | Stanislav Ježek  | Tschechien  | 105,73 s | 2      | + 8,67 s   |
| 6     | Kynan Maley      | Australien  | 107,08 s | 0      | + 10,02 s  |
| 7     | Takuya Haneda    | Japan       | 110,62 s | 2      | + 13,56 s  |
| 8     | Benjamin Savšek  | Slowenien   | 219,95 s | 108    | + 122,89 s |